# Casco (náutica)

Principales partes de una embarcación de vela.
1 - vela mayor 2 - foque 3 - spinnaker 4 - casco 5 - quilla (en la imagen, una orza) 6 - timón 7 - skeg o alerón 8 - mástil 9 - cruceta 10 - obenque 11 - escota de mayor 12 - botavara 13 - mástil 14 - tangón 15 - backstay 16 - estay de proa 17 - contra

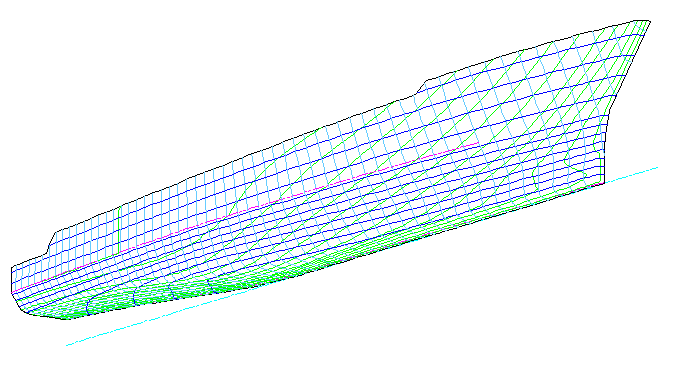
Diseño técnico de un casco.

En náutica, el casco es el armazón o estructura externa de un barco (en francés coque; en inglés hull; en italiano scafo).

## Descripción
El casco puede ser de madera, hierro, acero, goma, hormigón, poliéster, fibra de vidrio, aluminio, entre otros materiales.
Está compuesto por la quilla, varengas (paredes del doble fondo transversales), cuadernas, palmejar (paredes del doble fondo longitudinales), baos, la cubierta y el forro exterior sin incluir los mástiles, ni el casillaje, ni los cables o cabos.

## Expresiones
- Recorrer el casco:

- Casco y quilla a riesgo: expresión o frase usada en el contrato de adelantar o tomar dinero, dando por fianza el buque.